# ラムラ
ラムラ（ヘブライ語: רַמְלָה, ラテン文字転写: Ramla; アラビア語: الرملة, ラテン文字転写: al-Ramla; 英語: Ramleh）は、イスラエル中央地区の都市である。

## 歴史
8世紀の前半、ウマイヤ朝の王子スライマーンが建設した都市である。ラムラの所在するパレスチナ地方は7世紀から、イスラーム教徒による征服により、社会の変化を経験することになった。端緒は7世紀前半、ときのカリフ、ウマル・イブン・ハッターブによる行政区の割り当てである。ウマルは歴史的シリア（アラブ人は「シャーム」と呼ぶ。本節では以下、単に「シリア」と呼ぶ。）を「ヒムス」「ディマシュク」「ウルドゥン」「フィラスティーン」に行政的に分割した。パレスチナ地方に該当するのは「ウルドゥン」と「フィラスティーン」で、前者がパレスチナ地方の北部、後者が南部にあたる。ウマイヤ朝（660-750年）は首都をディマシュク（ダマスクス）に置き、シリアは繁栄した。支配者の宗教の典礼言語に過ぎなかったアラビア語が行政言語にもなり、シリア全体で話されるようになった。シリアの繁栄はのちに、アッバース朝が8世紀後半に政治の中心を東に移すことにより翳る。このような歴史的背景のもと、ラムラの建設は、ウマイヤ朝によるシリア繁栄の絶頂期の出来事である。
ウマイヤ朝の6代目カリフ、アブドゥルマリク（在位685-705年）は、在位年間中に息子スライマーンをパレスチナ軍管区（ジュンド・フィラスティーン）の総督に任じた。パレスチナ軍管区の総督府はリッダであったが、スライマーンはそこから新都の建設を指揮した。

## 観光

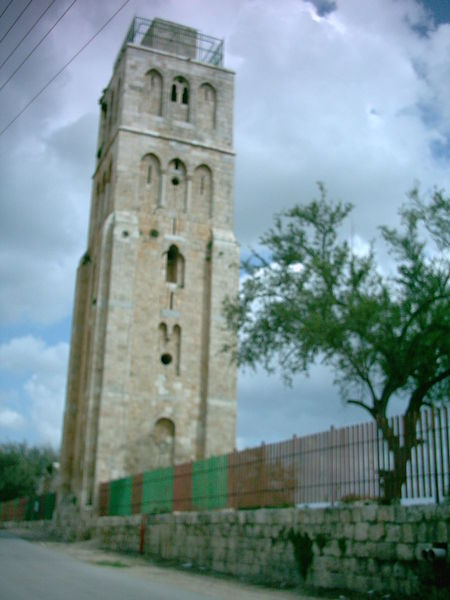
ホワイトタワー

## 友好都市
- カンザスシティ（アメリカ合衆国）
- ヴォーン（カナダ）
- ヤシ（ルーマニア）
- メールス（ドイツ）
- ダウガフピルス（ラトビア）
- メックエル（エチオピア）
- チェリャビンスク（ロシア）